# عزلة السيف (ذمار)

تعديل مصدري - تعديل

عزلة السيف هي إحدى عزل مديرية وصاب العالي في محافظة ذمار اليمنية ويبلغ تعداد سكانها 2712 نسمة حسب التعداد السكاني في اليمن لعام 2004.